# Kriva Bara (Montana)
Kriva Bara (Bulgaars: Крива бара) is een dorp in het noordwesten van Bulgarije. Zij is gelegen in de gemeente Broesartsi in oblast oblast Montana. Het dorp ligt ongeveer 33 km ten noordwesten van Montana en 112 km ten noordwesten van de hoofdstad Sofia. 

## Bevolking
In de eerste telling van 1934 registreerde het dorp 2.136 inwoners. Dit aantal nam toe tot een hoogtepunt van 2.268 personen in 1946. Sindsdien neemt het inwoneraantal echter langzaam maar geleidelijk af. Op 31 december 2019 werden er 962 inwoners geteld.
Van de 1.050 inwoners reageerden er 1.047 op de optionele volkstelling van 2011. Zo’n 596 personen identificeerden zichzelf als etnische Bulgaren (57%), gevolgd door een grote minderheid van 422 Roma (40%).
In februari 2011 telde het dorp 1.050 inwoners, waarvan 164 inwoners tussen de 0-14 jaar oud (16%), 611 inwoners tussen de 15-64 jaar (58%) en 275 inwoners van 65 jaar of ouder (26%).